# Гариг, Герхард
Герхард Гариг (нем. Gerhard Harig; 31 июля 1902, Нидервюршниц — 13 октября 1966, Лейпциг) — немецкий учёный, эмигрировал в Советский Союз после прихода к власти Гитлера. Профессиональный физик, впоследствии ставший философом-марксистом и историком науки. Профессор марксистско-ленинской философии (1948).
В период 1938—1945 годы — политический заключённый в Германии, содержался фашистами в концлагере Бухенвальд.
После войны — глава Государственного секретариата по делам высшей школы ГДР, член Совета Министров ГДР (1951—1957). Руководитель Института им. Карла Зудхоффа, один из основателей научного журнала NTM.

## Биография
Изучал физику в университетах Вены и Лейпцига, получив в последнем степень доктора философии за диссертацию по экспериментальной физике. С 1927 по 1933 год работал ассистентом Института теоретической физики в Аахене. Заинтересовавшись историей науки, он занялся написанием биографий физиков для энциклопедического словаря. В институте сблизился со своими коллегами из «Общества друзей новой России», в 1933 году вступил в Коммунистическую партию Германии и активно включился в подпольную деятельность.
Понимая, что с приходом к власти Гитлера, ему опасно находится в Германии, решает уехать в СССР. В результате двухлетней переписки с академиком А. Ф. Иоффе, получил приглашение на работу в Ленинградский физико-технический институт. В октябре 1933 года переезжает в Ленинград, где он становится экспериментатором в отделе ядерной физики ФТИ, опубликовал статью в Physikalische Zeitschrift. Но чувствуя интерес к истории науки, в 1934 году он переходит в Институт истории науки и техники.
В 1935 году публикует свои труды «Спор Тартальи и Кардано о кубических уравнениях» и «Статика Кардано и Тартальи». Также в Советском Союзе вышли его научная биография Максвелла, статья «Ленин и физика» и ряд рецензий.
В марте 1938 года, при попытке перейти на нелегальную политическую работу в фашистской Германии, был арестован гестапо. Осенью 1938 года был заключен в концлагерь Бухенвальд. Освобожден советскими войсками в апреле 1945 года вместе с остальными заключёнными.
После освобождения остался в Лейпциге, куда в 1948 году к нему переехали из СССР его жена и сын.
В 1948 году специально для него при Лейпцигском университете создаётся кафедра диалектического и исторического материализма. Г.Гариг становится первым немецким ученым, получившим звание профессора марксистско-ленинской философии.
Позже возглавляет отдел в Министерстве народного образования ГДР.
В 1950-е отдел преобразуется в министерство — Государственный секретариат по делам высшей школы ГДР, и Вильгельм Пик назначает Гарига его главой, статс-секретарём и членом Совета Министров ГДР.
С 1951 года — руководитель Института им. Карла Зудхоффа.
В 1960 году Г. Гариг вместе с А. Метте основал журнал по истории естествознания, техники и медицины — NTM (NTM International Journal of History and Ethics of Natural Sciences, Technology and Medicine).
Умер в октябре 1966 года.

## Награды
- Орден «За заслуги перед Отечеством» (ГДР), 1955
- Орден Знамени Труда (ГДР), 1962[4]